# Ronald Wright
Œuvres principales
- Chronique des jours à venir
- La Sagaie d’Henderson

Ronald Wright, né en 1948 à Londres en Angleterre, est un historien et un écrivain canadien. Il vit en Colombie-Britannique. Il étudie l'archéologie à l'université de Cambridge et à celle de Calgary, dont il est docteur honoris causa depuis 1996.

## Œuvres traduites en français
- Chronique des jours à venir, Actes Sud, 2007 ((en) A Scientific Romance, Vintage Canada, 1998), trad. Henri Theureau  (ISBN 978-2742768455)
- La Sagaie d’Henderson, Babel, 2006 ((en) Henderson's Spear, Vintage Canada, 2002)
- Brève histoire du progrès, Hurtubise, HMH, 2006 (A Short History of Progress, 2004)